# Carròs (cavaller)
Carròs   (segle XIII - 1275 (Gregorià)) és el nom amb què es coneix a les fonts cristianes el cavaller d'origen germànic, fill del genovès Alamanno [da] Costa que originà el llinatge valencià dels Carròs.

## Croada contra Al-Mayûrqa
Segons les fonts, el cavaller Carròs, procedent d'Itàlia, lluità en la Croada contra Al-Mayûrqa armant una galera. El rei Jaume I d'Aragó l'armà cavaller i li concedí feus a Felanitx com a recompensa. L’1 d’abril de 1230 fou nomenat almirall del regne de Mallorques i de Catalunya.

## Conquesta de València
Posteriorment també participà en la conquesta de València i el 1240 li fou atorgat la possessió de Rebollet, on fundà el seu llinatge. Més tard obtingué noves possessions entre les quals destaquen Dénia (1242) i Elx (1249). Acompanyà al rei en el Tractat d'Almirra i el 1266 tornà a la lluita durant la conquesta de Múrcia. La seva darrera intervenció política destacable data de 1273 i consistí en la seva intervenció per aconseguir la pau entre el rei Jaume I d'Aragó i el seu fill, l'infant Pere.